# Christopher Wreh
Christopher Wreh (Monrovia, 14 mei 1975) is een voormalig Liberiaans profvoetballer. Hij is de neef van  oud-wereldvoetballer van het jaar George Weah.

## Carrière

### AS Monaco
Wreh begon in Liberia met voetballen, maar werd op veertienjarige leeftijd opgepikt door AS Monaco dat onder leiding stond van Arsène Wenger. Hij doorliep de jeugdopleiding en maakte uiteindelijk ook zijn debuut in de hoofdmacht van de Fransen. Omdat de Liberiaan echter niet helemaal overtuigde werd hij tijdens het seizoen 1996/97 verhuurd aan Guingamp. Daar kwam Wreh vaker binnen de lijnen en speelde hij onder andere mee in de finale van de Coupe de France.

### Arsenal
In 1997 maakte Wreh voor 300.000 pond de overstap naar Arsenal, waar hij werd herenigd met zijn voormalige trainer Wenger. Bij de Engelse topclub was hij echter de vierde spits in de pikorde, achter Ian Wright, Dennis Bergkamp en Nicolas Anelka doch voor de verguisde Chris Kiwomya en Glenn Helder. Zijn eerste seizoen bij de Gunners was ook meteen zijn beste. Hij scoorde enkele belangrijke doelpunten, waaronder de enige treffer in het duel tegen Wimbledon. Arsenal bleef na deze overwinning negen wedstrijden op rij ongeslagen, waardoor de directe concurrent Manchester United werd ingehaald en uiteindelijk de landstitel kon worden gevierd. Het doelpunt in de halve finale van de FA Cup tegen Wolverhampton Wanderers, bezorgde Wreh een basisplaats voor de finale tegen Newcastle United die met 2-0 werd gewonnen. Het volgende seizoen viel Wreh nog enkele malen in, maar na het contracteren van Thierry Henry en Davor Šuker in 1999, besloot Arsenal langzaamaan afscheid van hem te nemen.
Na eerst uitgeleend te zijn aan AEK Athene en Birmingham City, koos Wreh in 2000 voor een tijdelijk verblijf in Nederland bij FC Den Bosch. Omdat de Liberiaan weer veel aan spelen toe wilde komen, was hij op advies van Bergkamp en Overmars in de Eredivisie uitgekomen. Bovendien kon hij door de verhuizing ook zijn broer vaker zien, die in Deventer woonde.

### Latere carrière
Toen Wreh na zijn verblijf in Nederland terugkeerde naar Engeland, besloot Arsenal de Liberiaan definitief van de hand te doen. Wreh tekende een jaarcontract bij de Saoedische club Al-Hilal, maar daar hield hij het nog geen jaar uit. Vervolgens keerde hij terug naar Engeland, waar hij eerst onder contract stond bij Bournemouth en later bij het Schotse St. Mirren. In de anderhalf jaar tijd die hij in Schotland doorbracht, speelde hij slechts 57 minuten. Vervolgens leek het erop dat Wreh zijn loopbaan zou vervolgen bij Darlington, Brann Bergen, Beijing Guoan of Luton Town maar overal bleken zijn financiële eisen of gewicht een struikelblok. De omvang van zijn buik was sinds zijn vertrek bij Arsenal verdubbeld. Dit betekende tevens het einde van zijn interlandloopbaan bij Liberia, waar hij sinds 1995 36 keer voor had gespeeld.
Uiteindelijk stond Wreh nog enkele jaren onder contract bij clubs uit Iran, Engeland, en Indonesië totdat hij in 2010 een punt achter zijn loopbaan zette. Na zijn actieve carrière besloot hij zijn tijd te stoppen in zijn band The Soul Rebels.

## Erelijst
Met Arsenal:
- Premier League: 1997/98
- FA Cup: 1997/98
- Charity Shield: 1998, 1999